# Corina Grünenfelder
Corina Grünenfelder (Elm, 29 dicembre 1975) è un'ex sciatrice alpina svizzera.
È sorella di Jürg e Tobias, a loro volta sciatori alpini di alto livello.

## Biografia
Corina Grünenfelder debuttò in campo internazionale in occasione dei Mondiali juniores di Lake Placid 1994; esordì in Coppa Europa il 17 dicembre 1994 a Gressoney-La-Trinité in slalom speciale e in Coppa del Mondo il 10 gennaio 1998 a Bormio in slalom gigante, in entrambi i casi senza completare la prova. Divenuta slalomista pura, debuttò ai Campionati mondiali a Vail/Beaver Creek 1999 (27ª); il 5 dicembre 2000 ottenne a Bardonecchia il primo podio in Coppa Europa (2ª) e ai successivi Mondiali di Sankt Anton am Arlberg 2001 non completò la prova.
Conquistò la prima vittoria in Coppa Europa il 2 dicembre 2001 a Åre e ottenne il miglior piazzamento in Coppa del Mondo il 6 gennaio 2002 a Maribor (8ª); ai successivi XIX Giochi olimpici invernali di Salt Lake City 2002, sua unica presenza olimpica, non portò a termine la gara. Conquistò l'ultima vittoria in Coppa Europa il 7 febbraio 2003 a La Molina e ai successivi Mondiali di Sankt Moritz 2003, sua ultima presenza iridata, non completò la prova; pochi giorni dopo, il 5 marzo a Piancavallo, ottenne l'ultimo podio in Coppa Europa (2ª). Prese per l'ultima volta il via in Coppa del Mondo il 29 febbraio 2004 a Levi in slalom speciale (20ª) e si ritirò all'inizio della stagione 2004-2005; la sua ultima gara fu uno slalom speciale FIS disputato il 9 dicembre a Davos, non completato dalla Grünenfelder.

## Palmarès

### Coppa del Mondo
- Miglior piazzamento in classifica generale: 55ª nel 2002

### Coppa Europa
- Miglior piazzamento in classifica generale: 6ª nel 2003
- 8 podi:
  - 3 vittorie
  - 3 secondi posti
  - 2 terzi posti

#### Coppa Europa - vittorie
| Data            | Località  | Paese  | Specialità |
| --------------- | --------- | ------ | ---------- |
| 2 dicembre 2001 | Åre       | Svezia | SL         |
| 3 dicembre 2001 | Åre       | Svezia | SL         |
| 7 febbraio 2003 | La Molina | Spagna | SL         |

Legenda:

SL = slalom speciale

### Campionati svizzeri
- 4 medaglie:
  - 3 argenti (slalom speciale nel 2000; slalom speciale nel 2002; slalom speciale nel 2004)
  - 1 bronzo (slalom gigante nel 2003)